# بریستول (کلرادو)
بریستول (به انگلیسی: Bristol) یک منطقهٔ مسکونی در ایالات متحده آمریکا است که در شهرستان پروورز، کلرادو واقع شده‌است. بریستول ۱٬۰۹۳ متر بالاتر از سطح دریا واقع شده‌است.